# Carl Camrda
Carl Camrda (26 oktober 1964) is een Tsjechisch veldrijder.
Camrda werd in 1988 wereldkampioen veldrijden bij de liefhebbers. In 1992 werd hij vice-wereldkampioen bij de elite, na Mike Kluge

## Cross
| Seizoen   | Wereldbeker | Superprestige | GvA Trofee | WK     | EK | TK | Overige | Totaal aantal zeges |
| --------- | ----------- | ------------- | ---------- | ------ | -- | -- | ------- | ------------------- |
| 1989-1990 |             |               |            | 8e     |    |    |         | 0                   |
| 1990-1991 |             |               |            | 11e    |    |    |         | 0                   |
| 1991-1992 |             |               |            | Zilver |    |    |         | 0                   |
| 1992-1993 |             |               |            | 27e    |    |    |         | 0                   |